# Con-way Freight
Con-way Freight — компания, предоставлявшая с 1983 по 2015 год, широкий спектр услуг по грузоперевозкам, одна из многочисленных автотранспортных компаний США. Специализацией является доставка мелких и сборных грузов (англ. LTL).
Компания основана в 1983 году в городе Анн-Арбор, Мичиган. Материнской является транснациональная грузовая и логистическая компания Con-way, Inc.
Число работников компании составляло 16,6 тысячи. В распоряжении компании находилось 32750 грузовиков и трейлеров.
Con-way Freight была создана в мае 1983 года. Первоначально у компании Con-way Western Express было 11 сервисных центров в трёх западных штатах, месяц спустя стартовала Con-way Central Express с 11 сервис-центрами в семи штатах Среднего Запада. Позднее появилась и Con-way Eastern Express. В 2007 году все эти подразделения были интегрированы.
Бизнес начинался при небольшом количестве сотрудников компании — всего 230 человек управлялись с 334 единицами техники: траками, трейлерами, полуприцепами.
Водители компании регулярно участвовали в National Truck Driving Championship - крупном соревновании водителей грузовиков. В 2010 году от компании в чемпионате принимало участие 92 водителя.
31 октября 2015 года компания XPO Logistics приобрела компанию Con-way Freight.